# Hayri Sevimli
Hayri Sevimli (* 22. Februar 1991 in Bremen) ist ein deutscher Fußballspieler kurdischer Abstammung.

## Karriere
Sevimli begann seine Karriere beim VfB Oldenburg, wo er am 23. Mai 2009 sein Debüt gegen den SV Bad Rothenfelde gab.
Zwischen dem 25. Oktober 2007 und dem 7. September 2008 absolvierte er elf Spiele und erzielte dabei drei Tore für den Niedersächsischen Fußballverband.
Im Sommer 2009 wechselte er vom VfB Oldenburg in die Reserve des VfL Osnabrück. Nachdem er nur zu einem Einsatz für die Reserve des VfL gekommen war, wechselte er im Sommer 2010 in die zweite Mannschaft des FC Carl Zeiss Jena. Er gab sein Profi-Debüt für den FC Carl Zeiss Jena in der 3. Liga gegen Hansa Rostock. Nach dem Saisonende 2010/2011 wurde Sevimli beim FC Carl Zeiss Jena entlassen.

## Privates
Sevimli soll am 14. November 2010 zusammen mit dem A-Jugendspieler Ömer Cay einen Fahrkartenkontrolleur in Jena angegriffen und ihn dabei mit einer Glasflasche verletzt haben. Gegen die Gruppe um Cay und Sevimli ermittelt die Jenaer Staatsanwaltschaft. Der FC Carl Zeiss Jena suspendierte darauf Sevimli vorübergehend vom Spiel- und Trainingsbetrieb.